# Kad pogledaš me preko ramena
Kad pogledaš me preko ramena je trinaesti studijski album Zdravka Čolića objavljen tijekom ožujka 2010. godine. Ovaj album izašao je nakon četverogodišnje stanke, kada je 2006. izdan album Zavičaj. Pjesme su snimane i izvođene tijekom 2009. godine, a snimanje se odvijalo u Beogradu, Zagrebu, Novom Mestu i Londonu. Album su producirali V. Aralica i Nikša Bratoš, a izvršni producent bio je Adis Gojak. 
Album sadrži 13 pjesama, među kojima je i singl Manijači, duet kojeg je Čolić napravio s Goranom Bregovićem, a ujedno i prvi sing albuma. Od ostalih pjesama ističu se balada Pamuk, pjesma Lili koju je na njemačkom napisao Nikola Čuturilo i naslovna pjesma Kad pogledaš me preko ramena.

## Pjesme
1. "Kad pogledaš me preko ramena" – 3:42
2. "Manijači" – 3:52
3. "Autoput" – 4:27
4. "Pamuk" – 5:28
5. "Dajte nam svega" – 3:30
6. "Lili" – 4:06
7. "Javi se, javi se" – 4:04
8. "Pričaj mi brate" – 4:30
9. "Obmana" – 4:14
10. "Meni niko ne treba" – 3:55
11. "Ljubavnici" – 5:00
12. "Prolaze neke slike" – 4:13
13. "Poplava" – 4:03